# 倫格爾巴赫河
47°48′58″N 12°02′55″E / 47.81603°N 12.04871°E

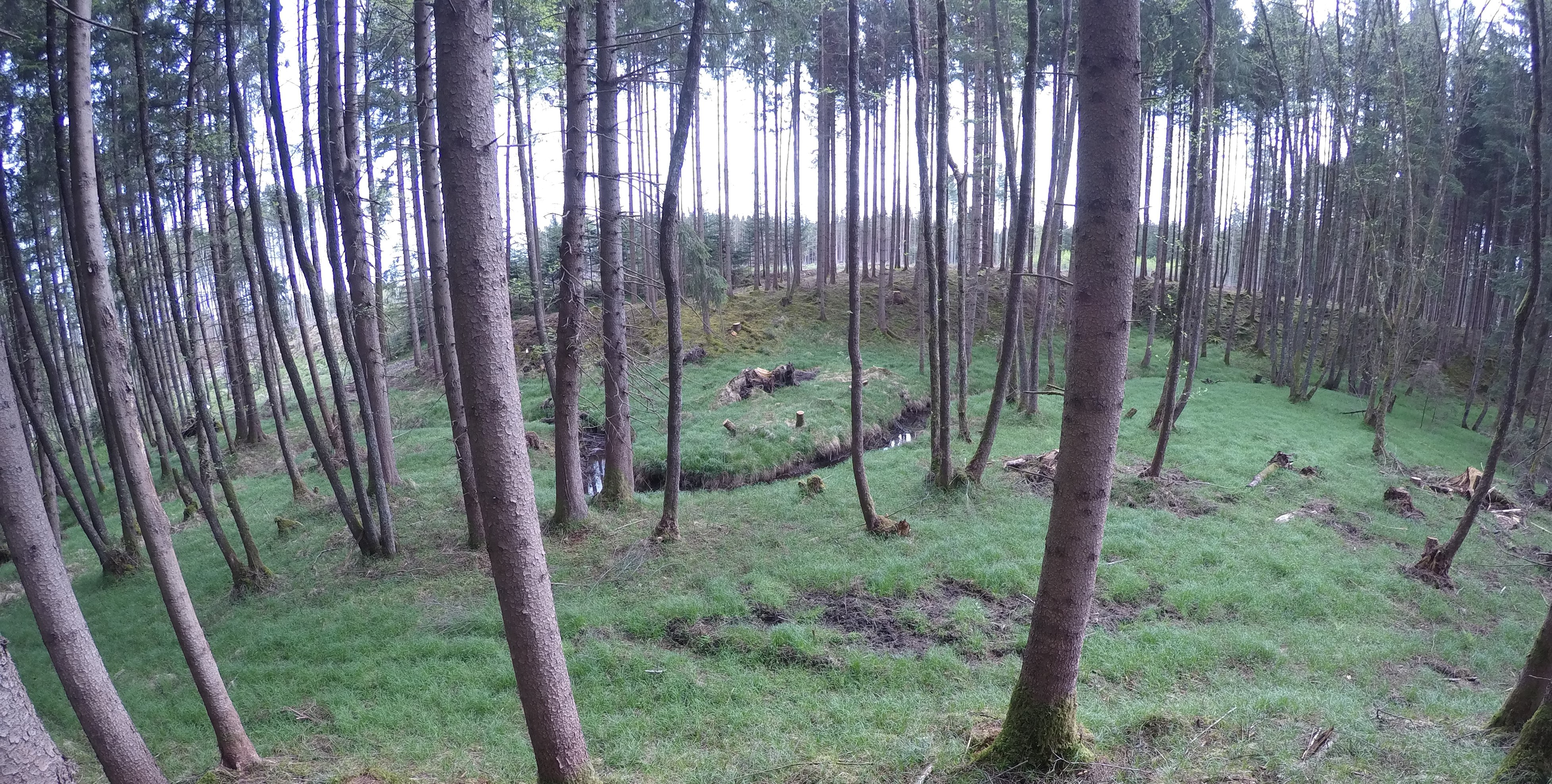

倫格爾巴赫河（德語：Lungelbach），是德國的河流，位於該國東南部，由巴伐利亞負責管轄，屬於卡爾滕巴赫河的支流，河道全長3.7公里，流域面積5.2平方公里。